# 桑迪克里克 (北卡羅萊納州)
桑迪克里克（英語：Sandy Creek）是一個位於美國北卡羅萊納州不倫瑞克縣的城鎮。

## 人口
根據2020年美國人口普查的數據，桑迪克里克的面積為3.69平方千米，皆為陸地。當地共有人口248人，而人口密度為每平方千米67人。